# Masterpiece (canción de Madonna)
«Masterpiece» es una canción interpretada por la cantante estadounidense Madonna, incluida en la banda sonora de la película W.E. y posteriormente en el duodécimo álbum de estudio de la cantante, MDNA. La canción fue enviada únicamente a las radios del Reino Unido el 2 de abril de 2012 como el tercer sencillo del álbum en ese país, tras «Give Me All Your Luvin'» y «Girl Gone Wild».

## Información general

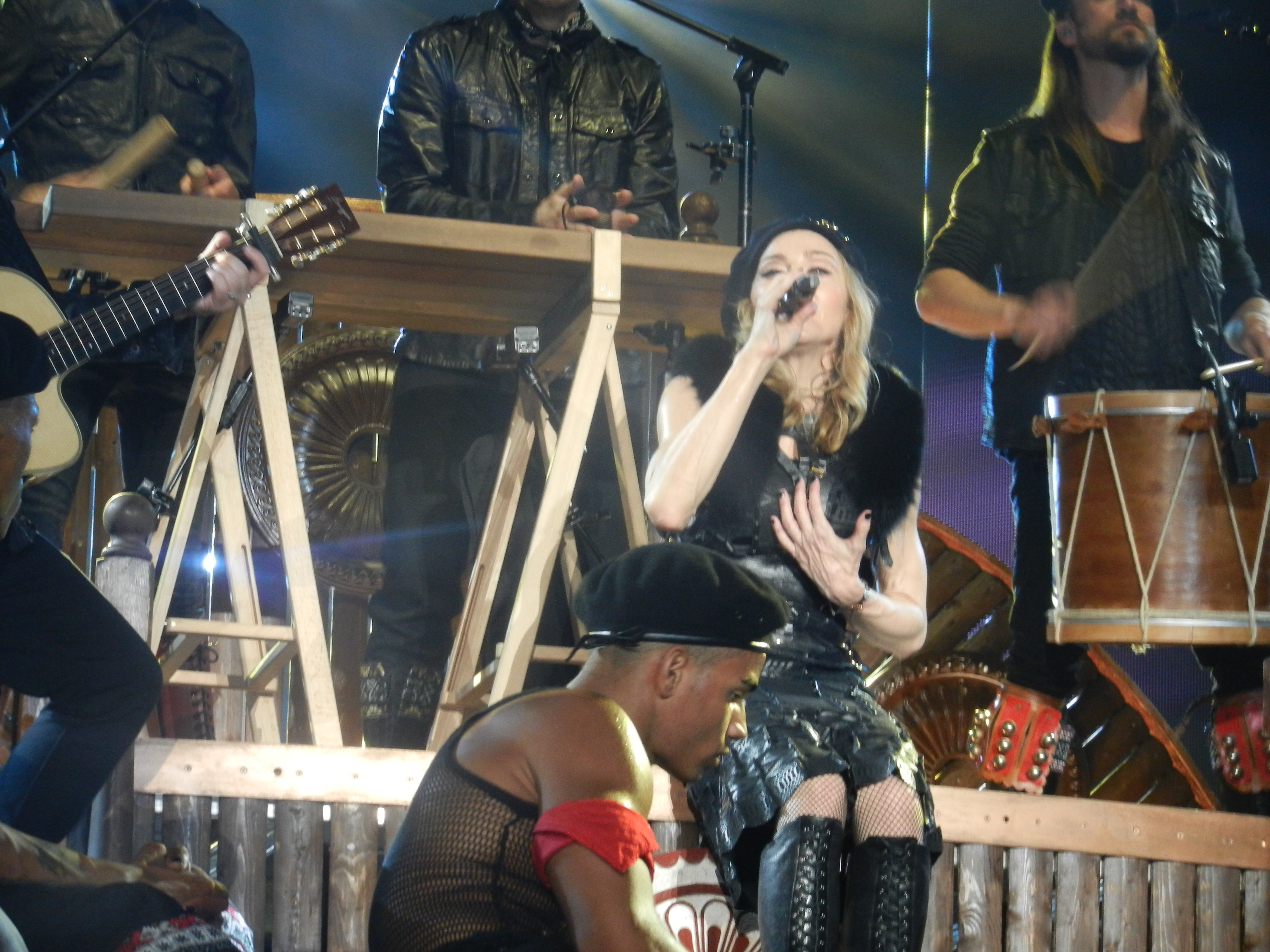
Madonna interpretando la canción durante la gira The MDNA Tour (2012)

A principios del año 2012, «Masterpiece» salió a la luz debido a que se anunció que se incluiría en la banda sonora de la película W.E.; finalmente, se publicó únicamente en el Reino Unido el 2 de abril de 2012 como el tercer sencillo de MDNA en ese país. La canción ganó un premio Globo de Oro en la categoría mejor canción original. Cuando el disco salió a la venta, la marca de vodka Smirnoff puso a la venta una remezcla del tema titulado «Masterpiece (Kid Capri's Remix)», junto con otras canciones de MDNA, en formato digital.